# Sü I-chua
Císařovna Sü (čínsky v českém přepisu Sü chuang-chou, pchin-jinem Xú huánghòu, znaky 徐皇后, 1362 – červenec 1407), posmrtným jménem císařovna Žen-siao-wen (čínsky v českém přepisu Žen-siao-wen chuang-chou, pchin-jinem Rénxiàowén huánghòu, znaky 仁孝文皇后), vlastním jménem Sü I-chua (čínsky pchin-jinem Xú Yíhuá, znaky 徐儀華) byla mingská císařovna, manželka císaře říše Ming Jung-leho. Byla vzdělaná, psala knihy, aktivně se účastnila dvorské politiky.

## Život
Sü I-chua se narodila roku 1362, jako nejstarší dcera generála a politika Sü Taa a jeho manželky příjmením Sie (謝). Sü Ta byl přední generál Ču Jüan-čanga, zakladatele a od roku 1368 prvního císaře říše Ming. Měla čtyři bratry, byli to Sü Chuej-cu (徐輝祖), Sü Tchien-fu (徐添福), Sü Jing-sü (徐膺緒) a Sü Ceng-šou (徐增壽) a dvě mladší sestry, které se provdaly za Ču Kueje, knížete z Taj, třináctého syna Ču Jüan-čanga, a Ču Jinga, knížete z An, dvaadvacátého syna Ču Jüan-čanga. 17. února 1376 se provdala za Ču Tiho, knížete z Jen, čtvrtého syna Ču Jüan-čanga. V občanské válce v letech 1399–1402 Ču Ti porazil císaře Ťien-wena a v červenci 1402 usedl na trůn. Svou první a hlavní manželku Sü I-chua v prosinci 1402 jmenoval císařovnou.
Roku 1404 sestavila Pokyny pro vnitřní komnaty (či Domácí lekce, Nej sün, 內訓), knihu určenou k výchově žen v duchu konfucianismu. Ve dvaceti kapitolách obsahovala upravené výpisky ze starších spisů, mimo jiné i z Přikázání pro ženy chanské spisovatelky Pan Čao. Kniha byla později zařazena do souboru „Čtyř knih pro ženy“ (Nü s’ šu).
Byla zbožnou buddhistkou, první, která sepsala sútru, která se jí zjevila ve snu. Sútra dostala název Ta Ming Žen-siao chuang-chou meng-kchan Fo Šuo ti-i si-jü ta-kung te-ťing (Sútra velké zásluhy a výjimečné vzácnosti, kterou Buddha sdělil ve snu císařovně velké Ming Žen-siao). V její předmluvě císařovna uvedla, že jednou v noci po meditaci a pálení kadidla se jí ve snu zjevila Kuan-jin a vzala ji do svaté říše, kde ji odhalila sútru, aby ji ochránila od neštěstí. Její text přečetla třikrát, aby si ho zapamatovala a po probuzení přesně zapsala. Sútra zprostředkuje konvenční filozofii mahájany, mantry určené ke zpěvu byly typické pro tibetský buddhismus.